# Aleg
Cet article possède un paronyme, voir Alleg.
Aleg est une ville du sud-ouest de la Mauritanie, située sur la route de l'Espoir, entre Nouakchott et Néma. C'est la capitale de la région du Brakna et le chef-lieu du département d'Aleg.

## Histoire
Aleg est une grande ville en Mauritanie, elle est le berceau de la tribu Ideydba qui est majoritaire dans le Brakna.A noter aussi c'est la ville ayant accueilli le congrès de 1958 pour créer l'état mauritanien.

## Administration
La Mairie de la ville est assuré par Mohamed Ould Ahmed Challa.

## Personnalités liées à la commune
- Dah Ould Abdi (en) (1951-), homme politique et diplomate
- Sidi Ould Cheikh Abdallahi (1938-2020), ancien président de la république.